# Алиева, Саадат Намиг кызы
Саадат Намиг кызы Алиева (азерб. Səadət Namiq qızı Əliyeva; род. 13 сентября 1986, Баку) — азербайджанский ученый, ректор Университета «Азербайджан».

## Биография
Саадат Намиг гызы Алиева родилась 13 сентября 1986 года в городе Баку. В 1993—2001 годах училась в англоязычной гимназии имени Насиреддина Туси. В 2004 году окончила школу № 144 Бинагадинского района.
В 2008 году с отличием окончила Азербайджанский университет языков по специальности «филология» (преподаватель английского языка). В 2011 году с отличием окончила магистратуру в Азербайджанском университете языков по специальности «лингвистика» (английский язык). В 2013—2017 годах работала над диссертацией  в Азербайджанском университете по специальности «Всемирная литература». В 2021 году защитила диссертацию по теме «Направление и развитие британской детской литературы». В 2023 году получила учёную степень доктора философии по филологии.
Владеет английским, немецким и русским языком.
Замужем и имеет четверых детей.

## Карьера
Саадат Алиева начала работать в Университете «Азербайджан» с 2008 года. С 2008 по 2009 год — лаборант, с 2009 по 2013 год — преподаватель на кафедре языков. В 2012 году занималась научной исследовательской работой в колледже Ардингли, Великобритания. В 2013—2017 годах работала заместителем заведующего кафедрой языков. С 13 марта 2017 года является ректором Университета «Азербайджан».

### Научная карьера
Основная область исследований Саадат Алиевой, британская детская литература. Алиева Саадат является главным редактором журналов «İpək Yolu» и «Çağlayan», а также членом редколлегии журнала «Children’s Literature in Education Journal», издаваемого Миддлсекским университетом.

### Книги
- Британская детская литература (совместно с Ш. Халили). Учебник. — Баку, 2018. 435 с.[3]
- Роберт Бернс: Поэзия, мост песни и мир, сотканный из слов, (совместно с Ш. Халили.) Учебник. — Баку, 2019, 376 с.[4][5].
- Британский детский фольклор (совместно с Ш. Халили). Учебник. — Баку, 2021, 316 стр.[6].

## Награды
- Юбилейная медаль Азербайджанской Республики «100-летие Бакинского государственного университета (1919—2019)». Приказ министерства образования, 2019 г.[7].
- Знак передового работника образования Азербайджанской Республики. Приказ министерства образования. 2021 год[8].